# Tageszeitenklima

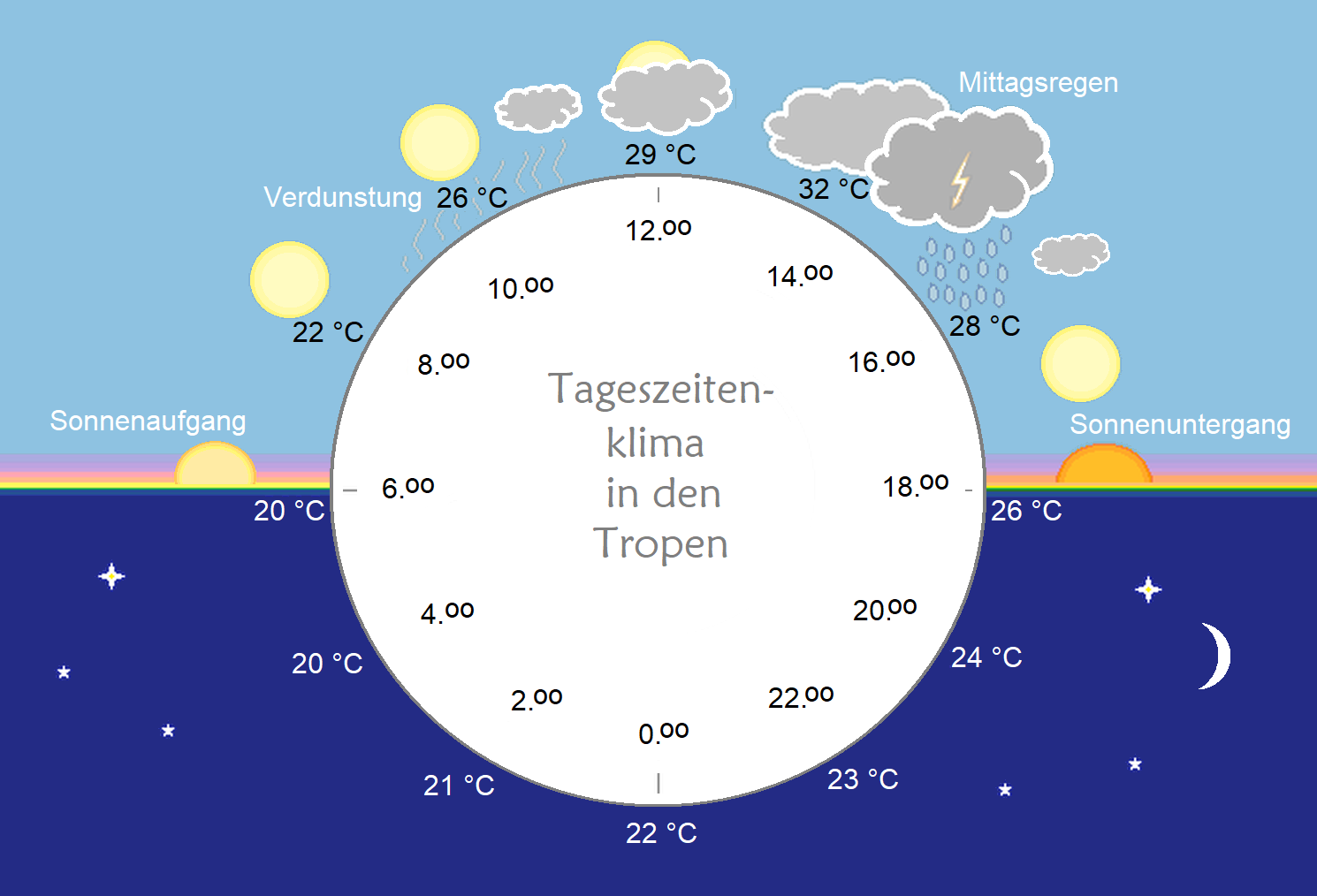
Der typische Zeitverlauf eines Tropentages. Die Temperaturdifferenz zwischen den Tageshöchstwerten und den nächtlichen Tiefstwerten beträgt 12 Grad.

Von einem Tageszeitenklima ist die Rede, wenn die mittleren Temperaturunterschiede (thermische Amplitude) zwischen Tag und Nacht größer sind als die Temperaturunterschiede zwischen den einzelnen Monaten. Die Temperaturschwankungen innerhalb von 24 Stunden sind somit größer als die mittlere Temperaturamplitude innerhalb eines Jahres. Tageszeitenklima findet man vor allem in den Tropen und am ausgeprägtesten in den immerfeuchten Tropen.

## Beschreibung

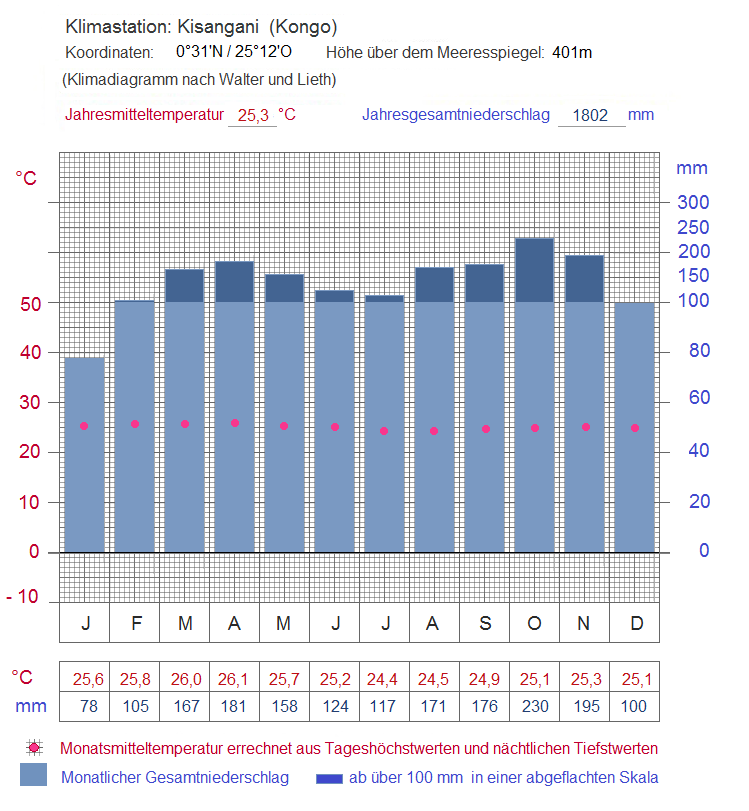
Klimadiagramm von Kisangani (Demokratische Republik Kongo): Die Jahresamplitude der Temperatur ist hier kleiner als 2 Grad. Im März/April sowie September/Oktober erhöhen sich die Niederschläge, da die Innertropische Konvergenzzone zu diesen Zeiten den Äquator überquert

Ein Tageszeitenklima findet sich zumeist bei einem fast vollständigen Fehlen klimatischer Jahreszeiten. Diese Situation ergibt sich durch eine im Jahresverlauf wenig variable Tages-Sonneneinstrahlung, wie man sie entsprechend dem über das Jahr hinweg wenig veränderlichen Winkel der Sonneneinstrahlung rund um den Äquator findet. Entsprechend ist das Tageszeitenklima für die Tropen charakteristisch. Die Sonne geht das ganze Jahr über um etwa 6 Uhr auf und um etwa 18 Uhr wieder unter. Die Dämmerung ist dabei nur von geringer Dauer. Da es Frühling, Sommer, Herbst und Winter nicht gibt, nimmt man in diesen Gebieten eine Einteilung der Jahreszeiten gegebenenfalls nach Regenzeiten und Trockenzeiten vor. Diese Unterschiede beherrschen das Leben in der Savanne und im tropischen Monsunwald. Im  tropischen Regenwald sind dagegen Niederschlagsverteilung und Temperatur gleichermaßen ausgeglichen, es regnet meist zur gleichen Tageszeit. Der Niederschlag fällt in der Regel nur für wenige Tage oder Wochen deutlich geringer oder ganz aus.

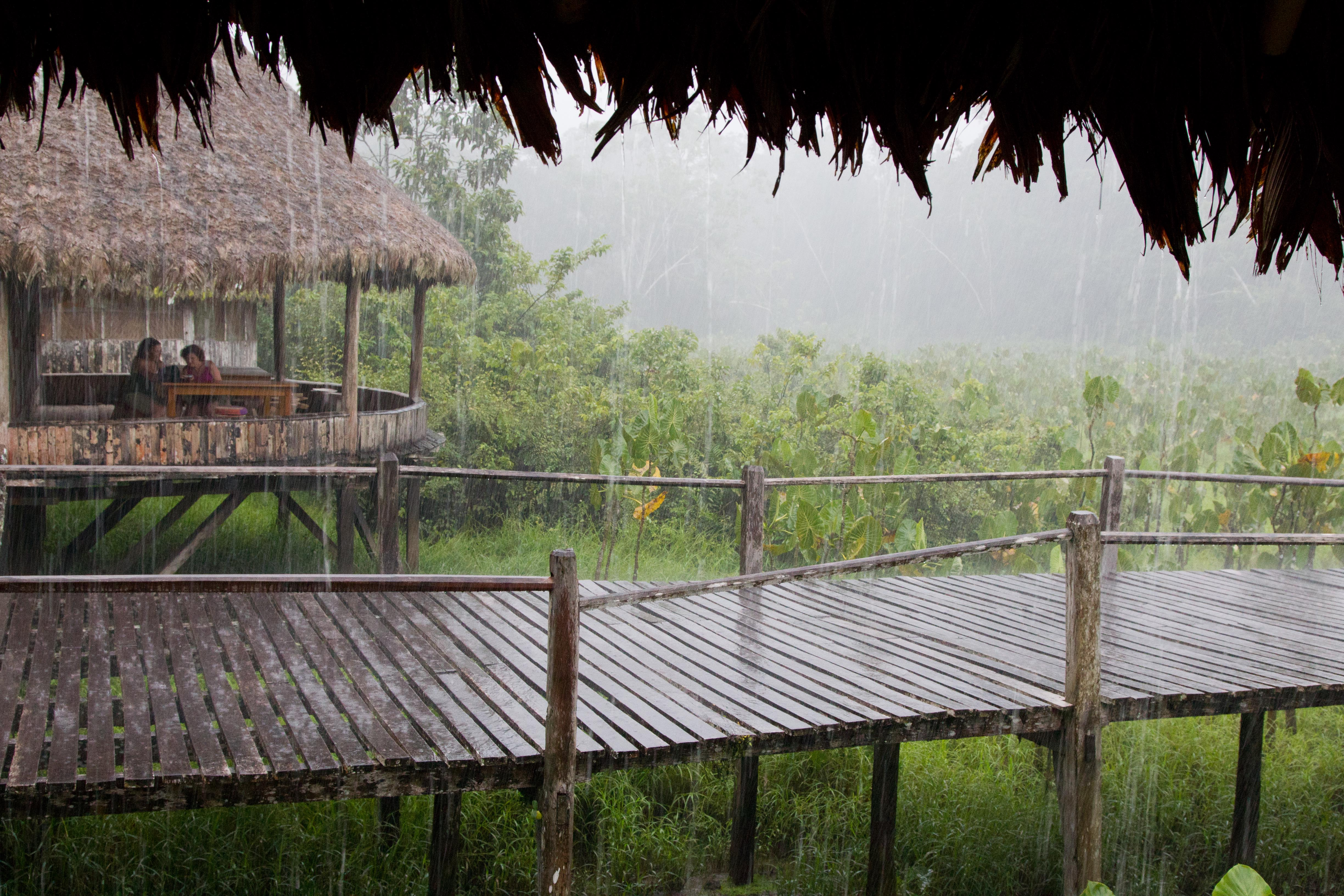
Warmer Tropenregen in Ecuador

Diese regelmäßigen Regenfälle am frühen Nachmittag unterscheiden sich von den Zenitalregen, sie können aber in einigen Wochen des Jahres durch eine zeitliche Überlagerung besonders reich ausfallen.   
Auch in den Tropen beeinflusst die Höhenlage das Klima. Während in Meereshöhe eine Tagesmitteltemperatur von etwa 25 °C vorherrscht, trifft man in größeren Höhen, wie in den Hochgebirgen Afrikas (z. B. Kilimandscharo) und im äquatornahen Teil der Anden, durchaus Minusgrade an, wobei die Höhenstufen mit ihren auch hier im Jahresverlauf relativ gleichmäßigen Tagesmitteltemperaturen höher liegen als in den gemäßigten Breiten.
In allen Klimazonen außerhalb der Tropen findet man hingegen ein Jahreszeitenklima mit im Jahresverlauf deutlich ausgeprägten Unterschieden sowohl bei den Monatsmitteltemperaturen als auch bei den Niederschlägen.